# Kampungdalem
Kampungdalem is een bestuurslaag in het regentschap Tulungagung van de provincie Oost-Java, Indonesië. Kampungdalem telt 2916 inwoners (volkstelling 2010).